# Romulea dichotoma
Romulea dichotoma là một loài thực vật có hoa trong họ Diên vĩ. Loài này được (Thunb.) Baker miêu tả khoa học đầu tiên năm 1877.